# Olipara angolensis
Olipara angolensis är en insektsart som först beskrevs av Synave 1959.  Olipara angolensis ingår i släktet Olipara och familjen kilstritar. Inga underarter finns listade i Catalogue of Life.